# Itaberaba (gemeente)
Itaberaba is een gemeente in de Braziliaanse deelstaat Bahia. De gemeente telt 61.490 inwoners (schatting 2009).

## Aangrenzende gemeenten
De gemeente grenst aan Boa Vista do Tupim, Iaçu, Ipirá en Ruy Barbosa.